# García Ordóñez
García Ordóñez (García anche in spagnolo, in galiziano e in asturiano, Garcia, in catalano e in portoghese, Garzia in aragonese e Gartzia,  in basco) (... – Uclés, 30 maggio 1108) è stato un militare spagnolo, signore di Nájera dal 1072 poi conte di Nájera e conte di Grañón e di Calahorra dal 1076 alla sua morte.

## Origine
Secondo il Diccionario biográfico español, Real Academia de la Historia era figlio del signore di Nájera, che in quel periodo era parte del regno di Navarra, Ordoño Ordóñez e della moglie Anderquina, come riporta il documento n° CXIII delle Antiguedades de España (Ordonio Ordoniz et uxor mea Anderquina). 
Ordoño Ordóñez, come riporta Lucas de Tuy (m. 1249) - Chronicon mundi era figlio di Ordoño Ramírez, ceco (figlio di Ramiro III di León) e di Cristina di León, figlia di Bermudo II di León (Christina…ex infante Ordonio cœco filio Ramiri regis), figlia di Bermudo II.

## Biografia
Alla morte del re di Castiglia, Sancho II, il 6 ottobre 1072, fu tra coloro che appoggiarono la nomina a re di Castiglia del fratello di Sancho, il re del León, Alfonso VI.
Molto probabilmente nello stesso anno, alla morte del padre, divenne signore di Nájera. Nel 1074 avvicendò Rodrigo Díaz, conte di Bivar, detto il Cid, nella carica di Alfiere Reale (colui che portava lo stendardo del re in tutte le manifestazioni pubbliche, come conferma la Escritura CVIII della Apéndice III della Historia del Real Monasterio de Sahagún (armiger regis Garsia Ordoniz); carica già rivestita da suo padre Ordoño, dal 1044 al 1047 col re di Castiglia, Ferdinando I).

Nel 1076 Garcia divenne conte di Nájera, come riporta anche la Gran enciclopedia catalana; nel documento nº 5 del Cartulario de San Millán de la Cogolla II, viene citato col titolo di conte (Garsias comes de Nazara).
Nel 1076 Garcia sposò Urraca di Navarra, figlia del re di Navarra, Garcia III e di Stefania di Foix; e sorella del re di Navarra, Sancho IV il Nobile.
Nello stesso anno, alla morte del re di Navarra, Sancho IV, mentre il regno di Navarra veniva occupato dal re d'Aragona, Sancho Ramirez, il feudo di Nájera, così come tutta La Rioja, venne occupato da Alfonso VI e annesso al regno di Castiglia e Garcia ampliò i suoi domini estendendoli anche ai feudi di Grañón e di Calahorra.
Nel 1079 il Cid venne incaricato dal re Alfonso di riscuotere le parias (tributi) dal re di Siviglia, al-Mutamid che allora era in guerra col re del Regno di Granada. Il re Alfonso che era alleato del re di Granada inviò, in suo aiuto delle truppe al comando di García Ordóñez. Il Cid si schierò invece col re di Siviglia, al-Mutamid, anche lui alleato del re Alfonso, e riuscì, nella battaglia di Cabra, a battere il re di Granada e a catturare García, aumentando la rivalità già esistente tra i due, come riporta la Historia Roderici. 

Infatti, dopo che il Cid era stato coinvolto in fatto d'armi contro il re di Toledo, alleato del regno del León, García Ordóñez assieme a Pedro Ansúrez, molto potenti alla corte di León, furono tra coloro che, nel 1081, convinsero il re Alfonso a punire il Cid, con l'esilio.
Negli anni successivi Garcia venne citata in alcuni documenti assieme alla moglie:
- il nº 23 della Collecion diplomatica del Monastero di Santa Maria la Real de Nájera, datato 1081[12]
- il nº 34 della Collecion diplomatica de la cathedral de Pamplona, datato 1084[13]
- il nº 25 della Collecion diplomatica del Monastero di Santa Maria la Real de Nájera, datato 1085[14]
- il nº 189 del cartulario del monastero di San Millán de la Cogolla II, datato 1089 (domno comite Garsia et nobilissima et nobilior orta nata dompna Urraca comitissa, dominantibus Naiera)[15].

Il Cid era rientrato in Castiglia nel 1086, ma, nel 1090, si scontrò di nuovo con Alfonso e questi lo condannò all'esilio per la seconda volta, dopo le maldicenze dei suoi nemici a corte avevano ripresero fiato perché era arrivato tardi con le sue truppe alla difesa del castello Aledo, in Murcia, nel 1089.
Nel 1092 il Cid aveva partecipato ad una spedizione castigliana contro gli Almoravidi di Andalusia, con la speranza di ottenere il perdono del re Alfonso; non avendolo ottenuto il Cid si vendicò attaccando e saccheggiando il distretto castigliano della Rioja e quando arrivò a Nájera, sfidò a duello García Ordóñez, che non raccolse la provocazione.
García spostò il centro della sua contea da Nájera a Logroño, città sul fiume Ebro e posta sul Cammino di Santiago di Compostela, facendole ottenere, nel 1095, dal re Alfonso un fuero (statuto apposito di leggi).
Dopo la nascita di Sancho, il suo unico figlio maschio, il re Alfonso VI, nel 1098, aveva legittimato Sancho e aveva nominato Garcia tutore dell'erede al trono.
Dopo il 1100 García, che era rimasto vedovo (non si conosce l'anno esatto della morte di Urraca, che secondo URRACA. UNNOMBREEGREGIOENLAONOMÁSTICA avvenne nel 1104), tra il 1104 ed il 1105, Garcia sposò una nobildonna di nome Eva, che, per alcuni, tra cui Nobleza del Andaluzia, era Eva Pérez de Traba, per altri Eva de Rochechouart, di origini francesi), che a sua volta rimasta vedova, nel 1109 circa, sposò don Pedro González de Lara, che poi divenne l'amante della regina di Castiglia, Urraca.
Nel 1106 Garcia battezzò il figlio di secondo letto, García Garces (baptizavit comes Garsia suum filium in Sancti Emiliani ecclesiam), come riportato dal documento nº 315 del Cartulario de San Millán de la Cogolla.
Nel 1107 Garcia (Garcia ordonici comes) è citato nel documento n° XXIII dell'appendice de la Historia de la Iglesia de Santiago de Compostela, Tomo III.
Come riportano gli Anales Toledanos I, García morì assiemevall'erede al trono di Castiglia, Sancho, alla battaglia di Uclés, il 30 maggio 1108 (Mataron al infant D. Sancho è al Conde D. Garcia cerca de Uclés, III dia Kal. de Junio, era MCXLVI), dove l'esercito leonese-castigliano comandato da Álvar Fáñez, subì una grave sconfitta dalle truppe almoravidi. Durante la battaglia, come tutore dell'erede al trono Sancho (1093-1108), García cavalcava accanto a lui; quando il cavallo di Sancho fu colpito e l'erede al trono fu appiedato, García a sua volta saltò giù dal cavallo a difesa di Sancho, e combatté strenuamente finché, accerchiato, fu colpito e cadde sul corpo del giovane ed anche ferito gli fece scudo col suo corpo finché fu ucciso, e dopo di lui il povero Sancho.

## Discendenza
García e Urraca di Navarra ebbero quattro figli:
- Álvaro Garces (?-dopo il 1089), fu Alfiere Reale del re di Castiglia Alfonso VI dal 21 luglio 1087 al 30 aprile 1089;
- Elvira Garces;
- Ferdinando Garces;
- Mayor Garces che sposò il conte Gómez Peláez (?-1118) figlio di don Pelayo Gómez e la moglie doña Elvira Muñoz.

García ed Eva ebbero un figlio:
- García Garces[20] conte di Aza (1106-16 dicembre 1160), fu Alfiere Reale del re Alfonso VII di Castiglia dal 12 dicembre 1126 al 13 novembre 1127, che sposò Sancha Perez de Traba, figlia del conte don Pedro Froílaz de Traba e la moglie, la contessa Mayor Rodríguez, da cui ebbe tre figli;
  - Pedro Garces di Lerma (?-dopo il 22 agosto 1202), che collaborò con Alfonso VIII di Castiglia e Alfonso IX di León,
  - Gomez Garces di Roa (?-dopo l'11 gennaio 1191), che fu Alfiere Reale del re Alfonso VIII di Castiglia dal 30 dicembre 1178 al 4 agosto 1182,
  - Mayor Garces di Aza, che sposò il conte Gonzalo Rodriguez di Marañón (?-21 novembre 1178), Alfiere Reale del re Alfonso VII di Castiglia dal 7 febbraio 1155 al 30 luglio 1157.

Garcia ebbe anche un figlio illegittimo:
- Fernando Garces

### Fonti primarie
- (LA)  Textos navarros del Códice de Roda Archiviato il 31 gennaio 2021 in Internet Archive..
- (LA)  España sagrada, Volume 23.
- (LA)  Cartulario de San Millán de la Cogolla II
- (LA)  #ES Collecion diplomatica de la cathedral de Pamplona.
- (EN)  #ES The World of El Cid: Chronicles of the Spanish Reconquest
- (LA)  #ES Collecion diplomatica del Monastero di Santa Maria la Real de Nájera
- (LA)  #ES Antiguedades de España
- (LA)  #ES Historia del Real Monasterio de Sahagún
- (LA)  #ES Historia de la Iglesi de Santiago de Compostela, Tomo III

### Letteratura storiografica
- Rafael Altamira, La Spagna (1031-1248), «Storia del mondo medievale», V volume, 1999,  pp. 865–896.
- (EN)  The Kingdom of León-Castilla under King Alfonso VI
- (ES)  Crónica latina de los reyes de Castilla.
- (ES)  #ES URRACA.UNNOMBREEGREGIOENLAONOMÁSTICA
- (ES)  Historia Roderici
- (ES)  #ES Nobleza del Andaluzia